# 恋 (茅原実里の曲)
「恋」（こい）は、茅原実里の楽曲。茅原の23枚目のシングルとして2015年11月18日にLantisから発売された。

## 録音、制作
「恋」のレコーディングは8月27日に行われ、レコーディング時は恋モードを意識した。作詞は茅原が行い、恋する気持ち前回で臨んだ。「Come On!」のレコーディングは9月25日に行われ、元気な楽曲であるので体力勝負のレコーディングとなった。「あなたの好きなわたしで」のレコーディングは9月30日に行われた。コンペの中で茅原が選んだお気に入りの曲。作詞は茅原が手掛け、茅原の経験や体験したことが反映され、恋をした時に先走る感情や自分の理想をストレートに表現している。

## 音楽性
「恋」は爽やかでキャッチーな疾走感のある曲。「恋のはじまり」がテーマ。恋といえば青春、青春といえばバンドが連想されるのでバンドサウンドが採用されている。ピアノの音色が印象的であり、純粋でキラキラな心を表現している。

## リリース
茅原のオリジナルシングルは2011年「Planet patrol」以来4年ぶり。本作の発売は2015年8月2日に河口湖ステラシアターで開催された『Minori Chihara Live 2015 "SUMMER DREAM 3"』で発表された。発売日の11月18日にラゾーナ川崎プラザで発売記念イベントを開催。内容はトーク、ミニライブ。

## アートワーク、パッケージ
2015年9月18日に撮影された。デザイナーは鈴木大介。衣装、シチュエーションは可愛いもので統一され、恋する乙女全開の世界を表現している。

## 批評
CDジャーナルは、美しいピアノをアクセントにした、疾走感のあるバンドサウンドで突き進むポップロックナンバー。茅原のヌケの良い声を活かしたメロディで表現した恋の幕開けに心が弾む。カップリング曲も「恋」と同じく恋愛がテーマだがサウンドテイストが異なり楽しい作品と評した。

## ミュージック・ビデオ
「恋」にはミュージックビデオが制作された。撮影は2015年9月9日に行われた。楽曲がバンドサウンドである為、バンドメンバーとして馬場一人、岩切信一郎、北村望、白井アキトが参加。恋した事に気付いた瞬間の驚きや戸惑い、喜びを感じられる映像。YouTubeの『Lantis Channel』で2015年9月29日にショートバージョン、12月18日にフルサイズが配信。

## ライブ・パフォーマンス
2015年9月7日にニコファーレで開催された『アニソンCLUB!R』でライブ初披露した。楽曲に込めたハッピーな気持ちを詰め込みながら歌い上げた。

## メディアでの使用
| 恋 | テレビ東京系バラエティ番組『ヨソで言わんとい亭〜ココだけの話が聞ける（秘）料亭〜』エンディングテーマ |

## シングル収録内容
| #         | タイトル                   | 作詞         | 作曲       | 編曲      | 時間  |
| --------- | -------------------------- | ------------ | ---------- | --------- | ----- |
| 1.        | 「恋」                     | 茅原実里     | 堀江晶太   | 堀江晶太  | 4:25  |
| 2.        | 「COME ON!」               | 松井洋平     | 光増ハジメ | 高橋諒    | 4:23  |
| 3.        | 「あなたの好きなわたしで」 | こだまさおり | 倉内達矢   | 増田武史  | 4:14  |
| 合計時間: | 合計時間:                  | 合計時間:    | 合計時間:  | 合計時間: | 13:47 |

## クレジット
| Performed by 茅原実里    | Performed by 茅原実里             |
| ------------------------ | --------------------------------- |
| Producer                 | 斎藤滋（Lantis）                  |
| Recording Engineer       | 守谷勝美（Redefine）              |
| Recording Engineer       | 奥田基樹（Redefine）              |
| Recording Engineer       | 秦正憲（Sound City）              |
| Mixing Engineer          | 袴田剛史（FLAIR MASTERING WORKS） |
| Recording Studio         | SPLASH SOUND STUDIO               |
| Recording Studio         | 元麻布スタジオ                    |
| Recording Studio         | Sound City                        |
| Recording Coordinator    | 加納迅（FACE MUSIC）              |
| Mastering Engineer       | 袴田剛史（FLAIR MASTERING WORKS） |
| Mastering Coordinator    | 大野亜優（FLAIR MASTERING WORKS） |
| Mastered at              | FLAIR MASTERING WORKS             |
| Creative producer        | 小島冬樹（Lantis）                |
| Art Direction&Design     | 鈴木大介                          |
| Photography              | 外山繁（starmine）                |
| Styling                  | 川村繭美                          |
| Hair & Make-up           | 清水恵美子（maroonbrand）         |
| Props                    | 栗林由紀子                        |
| Vehicle Cooperation      | ゴーゴリ                          |
| Sales Promotion          | 秋山琢磨（Lantis）                |
| Sales Promotion          | 唐川絢子（Lantis）                |
| Sales Promotion          | 高田みつき（Lantis）              |
| Sales Promotion Producer | 佐橋計（Lantis）                  |
| A&R                      | 高村友紀（Lantis）                |
| A&R                      | 石岡尚亮（Lantis）                |
| A&R                      | 庄司夕基（Lantis）                |
| Fan Club Staff           | 西原菜美（ROM SHARING）           |
| Fan Club Staff           | 黒瀬和太塁（ROM SHARING）         |
| Artist Brand Management  | 瀬野大介(Linkarts)                |
| Management Staff         | 吉田有沙(Linkarts)                |
| Support Production       | M-Peace                           |
| Executive Supervisor     | 伊藤善之(Lantis)                  |
| Executive Producer       | 井上俊次(Lantis)                  |
| Special Thanks           | テレビ東京ミュージック            |
| Special Supporters       | M-Smile Members                   |
| Very special thanks      | ALL FANS                          |

### Musicians
| 恋     | 恋         |
| ------ | ---------- |
| Guitar | 神田ジョン |
| Bass   | 堀江晶太   |
| Drums  | 髭白健     |

| COME ON!    | COME ON! |
| ----------- | -------- |
| Guitar&Bass | 高橋諒   |
| Drums       | 楠瀬拓哉 |

| あなたの好きなわたしで | あなたの好きなわたしで |
| ---------------------- | ---------------------- |
| Guitar&Chorus          | 増田武史               |
| Strings                | 室屋光一郎ストリングス |

## チャート
| チャート（2015年）                | 最高位 |
| --------------------------------- | ------ |
| オリコン                          | 34     |
| Billboard Japan Top Singles Sales | 30     |